# El Cerrito (Beni)
El Cerrito ist eine Ortschaft im Departamento Beni im südamerikanischen Anden-Staat Bolivien.

## Lage im Nahraum
El Cerrito ist viertgrößte Ortschaft im Municipio Santa Rosa in der Provinz Ballivián. Der Ort liegt auf einer Höhe von 171 m am rechten, östlichen Ufer des Río Biata, der hier in nördlicher Richtung fließt und einige hundert Kilometer flussabwärts in den Río Beni mündet.

## Geographie
El Cerrito liegt im bolivianischen Teil des Amazonasbeckens östlich der Gebirgsketten des Landes in einem ganzjährig humiden Klima.
Die Jahresdurchschnittstemperatur der Region liegt bei 26 °C (siehe Klimadiagramm Rurrenabaque) und schwankt nur unwesentlich zwischen 23 °C im Juni und Juli und gut 27 °C von Oktober bis Dezember. Der Jahresniederschlag beträgt knapp 2000 mm, mit einer ausgeprägten Regenzeit von Dezember bis März mit 200 bis 300 mm Monatsniederschlag und niedrigsten Monatswerten knapp unter 100 mm von Juli bis September.

## Verkehrsnetz
Südöstlich von El Cerrito und 607 Straßenkilometer entfernt liegt Trinidad, die Hauptstadt des Departamentos.
Von Trinidad aus führt die weitgehend unbefestigte Nationalstraße Ruta 3 in südwestlicher Richtung über San Ignacio de Moxos und San Borja nach Yucumo. Von dort aus führt die Ruta 8 über 99 Kilometer nach Nordwesten bis Rurrenabaque, von dort weiter in nordöstlicher Richtung noch einmal 97 Kilometer über Reyes nach Santa Rosa de Yacuma. Von dort sind es 84 Kilometer in nordöstlicher Richtung bis zur Brücke über den Río Yata und weitere 38 Kilometer nach Norden, wo dann eine unbefestigte Landstraße in nordwestlicher Richtung abzweigt und nach acht Kilometern El Cerrito am Río Biata erreicht.

## Bevölkerung
Die Einwohnerzahl der Ortschaft ist im vergangenen Jahrzehnt um fast ein Viertel zurückgegangen:
| Jahr | Einwohner         | Quelle       |
| ---- | ----------------- | ------------ |
| 1992 | keine Detaildaten | Volkszählung |
| 2001 | 346               | Volkszählung |
| 2012 | 273               | Volkszählung |
| 2024 |                   | Volkszählung |